# Aethiothemara
Aethiothemara este un gen de muște din familia Tephritidae.

Cladograma conform Catalogue of Life:
| Aethiothemara | \| \| Aethiothemara fallacivena \| \| \| \| \| \| Aethiothemara graueri \| \| \| \| \| \| Aethiothemara speiseriana \| \| \| \| \| \| Aethiothemara striata \| \| \| \| \| \| Aethiothemara transiens \| \| \| \| \| \| Aethiothemara trigona \| \| \| \| |
|               | \| \| Aethiothemara fallacivena \| \| \| \| \| \| Aethiothemara graueri \| \| \| \| \| \| Aethiothemara speiseriana \| \| \| \| \| \| Aethiothemara striata \| \| \| \| \| \| Aethiothemara transiens \| \| \| \| \| \| Aethiothemara trigona \| \| \| \| |
|               | Aethiothemara fallacivena |
|               | |
|               | Aethiothemara graueri |
|               | |
|               | Aethiothemara speiseriana |
|               | |
|               | Aethiothemara striata |
|               | |
|               | Aethiothemara transiens |
|               | |
|               | Aethiothemara trigona |
|               | |